# Church (plaats)
Church is een plaats en civil parish in het bestuurlijke gebied Hyndburn, in het Engelse graafschap Lancashire met 3.988 inwoners.

## Geboren
- Mina Anwar (20 september 1969), actrice